# Distretto di San Hilarion
Il distretto di San Hilarion è uno dei dieci distretti  della provincia di Picota, in Perù. Si trova nella regione di San Martín e si estende su una superficie di 96,55 chilometri quadrati.

Istituito il 28 agosto 1859, ha per capitale la città di San Cristóbal de Sisa; al censimento 2005 contava 4.242 abitanti.